# مطلوب حيا أو ميتا (فلم)
مطلوب حياً أو ميتاً فيلم مصري إنتاج عام 1984 بطولة ليلى علوي،سعيد صالح، أحمد بدير ومن إخراج عدلي خليل .

## قصة الفيلم
سليم وسيف ودحروج تخرجوا من الجامعة دون أن يعثروا على العمل المناسب لهم، يساعدهم صديق آخر للعمل بأحد الفنادق بالإسماعيلية، يرتبط سليم بحب مايسة الحسناء المحطمة التى يسيطر عليها حب خطيبها السابق رؤوف رغم غرقه أمامها، بينما تقع زينات الزوجة الشابة لمدير الفندق في حب سيف ولكنها تفشل في إغراءه.

## القصة الكاملة:
حامد صبرى(وحيد سيف)مسجل خطر سرقات، معروف لدى البوليس، يستعين في سرقة محل مجوهرات بوسط البلد، باللص عباس مقشط (أحمد بدير) الذى يجلب له خبير فتح الخزائن قرنى (عهدى صادق) ويورط معهم الواد شلبى (أحمد عدوية) الذى يقف أمام المحل للرقابة مع عباس، بينما يقتحم قرنى المحل، ويفتح الخزينة وينقل محتوياتها من المجوهرات لحقيبة معه، ويجتمع الكل في شقة حامد، الذى يستعين بالراقصة الإستعراضية بسمه (ليلى علوى) التى تعاونه من أجل حصولها على أموالها التى سبق له النصب عليها، وإستيلاءه عليها، فتقوم بسمه بتقديم السجائر المحتوية على مخدر للفرسان الثلاثة، عباس وقرنى وشلبى، وتقوم بالرقص لهم حتى يروحوا في سبات عميق، فيأخذ حامد حقيبة المجوهرات، ويهرب مع بسمه، حيث قام حامد بدفن الحقيبة في عمارة تحت الإنشاء بطريق الاسكندرية، توقف البناء فيها بسبب نزاعات قضائية. بينما إستيقظ الفرسان الثلاثة في الصباح، ليكتشفوا إختفاء حامد والحقيبة، وان الشقة كانت مستأجرة مفروش، وينعون حظهم العاثر، وقد إستقر بهم المقام في قهوة المعلمة نوادر (أمل إبراهيم)، التى نصحتهم بإبلاغ البوليس عن حامد حتى لا يهنأ بالغنيمة، غير أن البوليس إكتشف أن إسلوب السرقة، يدل على أن السارق هو حامد صبرى، فينشر اعلان في الصحف للقبض عليه مقابل مكافأة ٣ آلاف جنيه، يطمع فيها الرقيب شعلان (سعيد صالح) الذى يحتاجها من أجل الزواج من حبيبته بدرية، ويلعب الحظ لعبته معه، ويتعرف على حامد، ويقبض عليه، بينما تهرب بسمه، وتتوجه لمكان الحقيبة وتستولى عليها. بينما يعهد بوليس الأسكندرية للرقيب شعلان والعسكرى عبده رملى (يوسف عيد) بترحيل حامد صبرى الى القاهرة، وفى نفس الوقت يتوصل الفرسان الثلاثة، لمكان عمل بسمه، التى تصحبهم لركوب القطار، المرحّل عليه حامد، ويقومون بتخدير شعلان وعبده، ويتمكن حامد من القفز من القطار ومعه شعلان في الكلابش، ويتعاهد الفرسان الثلاثة مع بسمة على التعاون ضد حامد، الذى يتجه لديار بعض بدو الصحراء، مدعيا أنه هو البوليس، وأن شعلان مجرم خطير، وتميل جميلة (مها أبو عوف)، إبنة شيخ القبيلة سعدون (عثمان عبدالمنعم)، نحو شعلان، وتستغل نوم حامد، وتطلب من حداد القبيلة (سيد حاتم) صنع مفتاح للكلابشات، وتحرر شعلان، وتمده بملابس بدوية نسائية للتنكر بها، وتوصله للطريق السريع، وتوقف له سيارة، حيث يركب مع المطلقة صفية (آمال رمزى) التى كشف لها عن شخصيته، وقص عليها حكايته، فتعاطفت معه وتعهدت بمساعدته، وبحث حامد عن بسمه، التى أخبرته بأن الحقيبة ليست معها، فبحث عن الفرسان الثلاثة في قهوة نوادر، فلم يجدهم، وترك لهم رسالة انه موجود بفندق سونستا، حيث تجمع الكل هناك، وإستغل الفرسان إحتفال الفندق بيوم أفريقيا، وتنكروا في زى إفريقى، وأخبرتهم بسمه أن حقيبة المجوهرات معها، وعرضت بسمه على الفرسان التوبه، وإخراجهم من المأزق، مقابل تسليم حامد والحقيبة للبوليس فوافقوا، وتمكن حامد من الإستيلاء على حقيبة المجوهرات، وقام شعلان بإبلاغ البوليس، الذى حضر وقبض على حامد ومعه حقيبة المجوهرات. (مطلوب حيا أو ميتا)

## طاقم التمثيل
| - سعيد صالح: الرقيب شعلان - ليلى علوي: بسمة - وحيد سيف: حامد صبري الدسوقي - أحمد بدير: عبّاس مقشط - أحمد عدوية: شلبي - آمال رمزي: صفيّة - عهدي صادق: قُرني | - أمل إبراهيم: نوادر - مها أبو عوف: جميلة سعدون - رأفت راجي: مأمور القسم - يوسف عيد: العسكرى عبده رملى - عثمان عبد المنعم: الشيخ سعدون جاب الله - مصطفى توفيق: سالم سعدون - لويس يوسف: الجناينى | - إبراهيم الورداني - نبيل الشاذلي: رئيس المباحث - محمود عابدين: الرائد بلال - سيد حاتم: الحداد - على مجاهد - مصطفى أبو المحاسن - سامية أحمد |

## طقم عمل
| - جميل عزيز: مهندس الصوت - نسيم فؤاد: مسجل الحوار - إبراهيم طاهر: مساعد الصوت - جليلة الحريري: مساعد الصوت - فتحي داود: مونتير - منى الأرناؤوطي: مركب الفيلم - داود راغب: نيجاتيف - سعد عبدالرحمن: مدير عام المعامل | - معامل مدينة السينما (مدينة السينما): الطبع والتحميض - ماجد موسى: مصحح الألوان - أفلام النصر (محمد حسن رمزي وشركاه): موزع داخلي - بيتش فيلم إيجبت (إبراهيم أبوذكرى - وحيد رحمي): موزع فيديو - شركة ترايتل العالمية: موزع خارجي - عبدالوهاب قطب: ماكيير - سميرة عرايس: مساعد ماكيير | - طلعت أحمد: مصفف الشعر - يحيى الليثي: قصة وسيناريو - عزت الحريري: حوار - عدلي خليل: مخرج - ملاك أندراوس: مخرج مساعد - عدلي خليل: منتج - صلاح عمران: مدير الإنتاج | - رمزي إبراهيم: مدير التصوير - رؤوف عبدالخالق: مساعد مصور - محمد علي سليمان: ألحان وموسيقى تصويرية - أحمد عدوية: غناء - محمد قناوي: مصور فوتوغرافيا - تركي الهواري: ريجيسير - الشحري: التتر |

## وصلات خارجية
- مقالات تستعمل روابط فنية بلا صلة مع ويكي بيانات
- مطلوب حيا أو ميتا على موقع الدهليز